# Jus Grew Orchestra Live at the Vision Festival
Jus Grew Orchestra Live at the Vision Festival ist ein Jazzalbum von Jemeel Moondoc. Die am 1. Juni 2001 auf dem 6. Vision Festival in New York entstandenen Aufnahmen erschienen am 15. April 2003 auf Ayler Records.

## Hintergrund
Nach The Jemeel Moondoc All-Stars Live in Paris, einem Livemitschnitt von 1999 (mit Roy Campbell, Zane Massey, William Parker und Cody Moffett), trat Jemeel Moondoc im Sommer 2001 in erweiterter Besetzung auf dem sechsten Vision Festival in der Knitting Factory auf; dort gastierten (unter dem Motto eine Vision gegen Gewalt) Künstler wie Tom Abbs, Rashied Ali, Karen Borca, Jerome Cooper, Douglas R. Ewart, Kali Z. Fasteau, Gunda Gottschalk, Mark Helias, Joseph Jarman, Oliver Lake, Joe Morris und David S. Ware. Das Jus Grew Orchestra trat am vorletzten Tag, vor dem Trio von Peter Brötzmann, William Parker und Michael Wertmüller auf. In Jemeel Moondocs Ensemble spielten Zane Massey (Tenorsaxophon), Michael Marcus (Baritonsaxophon), Roy Campbell und Nathan Breedlove (Trompete), Steve Swell und Tyrone Hill (Posaune), Bern Nix (Gitarre), John Voigt (Kontrabass) und Gerald Cleaver am Schlagzeug.

## Titelliste
- Jemeel Moondoc Tentet: Jus Grew Orchestra Live at the Vision Festival (Ayler aylCD 047)[2]

1. Opulent Continuum 8:46
2. The Blue Dog - Blues for Earl Cross 14:35
3. Variation on a Riff 14:05
4. Cosmic Tabernacle 8:40

Alle Kompositionen stammen von Jemeel Moondoc.

## Rezeption
Dan Warburton verlieh dem Album in Allmusic drei Sterne und schrieb, auf dem Vision Festival sei Moondocs Ensemble vor einem ausgesprochen parteiischen Publikum aufgetreten und habe einen relativ entspannten 45-minütigen Auftritt geboten, der stark in der Duke Ellington/Bop/Blues-Tradition verwurzelt sei. In Übereinstimmung mit der Label-Philosophie von Ayler Records, das Ereignis so zu dokumentieren, wie es stattgefunden hat, hört man Moondoc die Bandmitglieder fragen, ob sie bereit sind und die Tracks abzählen, aber auch einige grobe Bearbeitungen zwischen den Stücken würden den Effekt etwas verderben. Trotz einiger guter Soli, darunter ein typischer freudiger Höhenflug von Moondoc selbst und einige beeindruckende Features für den Tenorsaxophonisten Zane Massey, sei es eine relativ wenig riskierende Angelegenheit.
Nach Ansicht von Richard Cook und Brian Morton, die das Album in The Penguin Guide to Jazz mit drei Sternen bewerteten, wurde dieser Liveauftritt ziemlich so aufgenommen, wie er sich ereignet habe, und dies werde roh und unmittelbar geliefert, wenn auch mit klobigen Schnitten hier und da. Dennoch sei die gebotene Musik großartig und feurig, die kürzeren Tracks „Opulent Continuum“ und „Cosmic Tabernacle“ seien gelungener als das ausladende „Variation on a Riff“. In klanglicher Hinsicht sei der Mitschnitt nicht außergewöhnlich, doch gebe er eine getreue Darstellung von Moondocs musikalischer Philosophie wieder.